# Christine Nöstlinger
Christine Nöstlinger (Viena, Àustria, 13 d'octubre de 1936 - Ottakring, 28 de juny de 2018) fou una escriptora austríaca.
Segons va admetre ella mateixa, de petita era un nena salvatge i furiosa. Després d'acabar l'escola secundària volia ser artista i per això va estudiar arts gràfiques a l'Acadèmia d'Arts Aplicades de Viena. Va treballar com a artista gràfica durant uns anys, abans de casar-se amb el periodista Ernst Nöstlinger, amb qui va tenir dues filles.
La majoria de la producció Nöstlinger és la literatura per a nens i per als joves, i també escriu per a la televisió, la ràdio i els diaris. Se centra en les necessitats dels nens en el seu treball, amb una inclinació anti-autoritària, i no s'espanta d'abordar temes difícils com el racisme, la discriminació i el autoaïllament.
El seu primer llibre va ser Die feuerrote Friederike, publicat el 1970. El llibre va ser publicat en anglès el 1975 com Frederica Fiery i en català: Frederica, la pèl-roja (Barcelona: Cruïlla, 2001).

## Obres
- 1971 - Die feuerrote Friederike
- 1971 - Die 3 Posträuber
- 1972 - Ein Mann für Mama
- 1972 - Wir pfeifen auf den Gurkenkönig
- 1973 - Maikäfer flieg!
- 1975 - Konrad o el nen que va sortir d'una llauna de conserves(títol original en alemany, Konrad oder Das Kind aus der Konservenbüchse). L'obra narra la història de la senyora Bartolotti, que és una dona soltera i aficionada a concursar en sorteigs i concursos. Un dia rep un paquet misteriós. Quan l'obre es troba amb una llauna de conserves, i a dins d'aquesta apareix un nen de 7 anys, perfecte i prefabricat (i que sembla dir-se Konrad perquè això diu l'etiqueta) i que suposarà mal de caps per la senyora Bartolotti, ja que no està acostumada a conviure amb altres persones, i encara menys amb nens.
- 1974 - Das Leben der Tomanis
- 1974 - Achtung! Vranek sieht ganz harmlos aus
- 1974 - Der Spatz in der Hand und die Taube auf dem Dach
- 1975 - Der liebe Herr Teufel
- 1978 - Andreas oder Die unteren 7 Achtel des Eisbergs
- 1979 - Rosa Riedl Schutzgespenst
- 1980 - Dschi-Dsche-i-Dschunior
- 1981 - Der Denker greift ein
- 1982 - Das Austauschkind
- 1983 - Jokel, Jula und Jericho
- 1983 - Hugo, das Kind in den besten Jahren
- 1984 - Am Montag ist alles ganz anders
- 1985 - Haushaltsschnecken leben länger
- 1986 - Der geheime Großvater
- 1986 - Man nennt mich Ameisenbär
- 1988 - Die nie geschriebenen Briefe der Emma K., 75 (primera part)
- 1989 - Der Zwerg im Kopf
- 1989 - Einen Löffel für den Papa
- 1991 - Eine mächtige Liebe
- 1991 - Sowieso und überhaupt
- 1993 - Susis geheimes Tagebuch/Pauls geheimes Tagebuch
- 1996 - Villa Henriette
- 1996 - Mein Gegenteil
- 1997 - Bonsai
- Dicke Didi, fetter Felix
- Der Hund kommt!
- Zwei Wochen im Mai
- Liebe Susi! Lieber Paul!
- Echt Susi
- Stundenplan
- Pfui Spinne!
- Oh, du Hölle
- Mini trifft den Weihnachtsmann
- Luki Live
- Olfi Obermeier und der Ödipus
- Gretchen Sackmeier
- Gretchen hat Hänschen-Kummer
- Gretchen, mein Mädchen
- Geschichten vom Franz
- Manchmal möchte ich ein Single sein
- Nagle einen Pudding an die Wand!
- Ilse Janda, 14 oder Die Ilse ist weg
- Wetti & Babs

## Premis
Ha rebut molts dels premis més importants, entre els quals hi ha: 
- 1973 - Premi Nacional de Literatura Infantil (Alemanya)
- 1974 - Premi Nacional de Literatura Infantil (Àustria)
- 1978 - Premi Nacional de Literatura Infantil (Alemanya)
- 1979 - Premi Nacional de Literatura Infantil (Àustria)
- 1984 - Premi Hans Christian Andersen
- 2002 - Premi Memorial Astrid Lindgren (en homenatge a l'escriptora sueca Astrid Lindgren)